# Логрешть
Логрешть, Логрешті (рум. Logrești) — комуна у повіті Горж в Румунії. До складу комуни входять такі села (дані про населення за 2002 рік):
- Колцешть (350 осіб)
- Логрешть-Моштень (158 осіб)
- Меру (439 осіб)
- Попешть (476 осіб)
- Сяка (408 осіб)
- Тиргу-Логрешть (706 осіб) — адміністративний центр комуни
- Фрунза (502 особи)

Комуна розташована на відстані 194 км на захід від Бухареста, 38 км на південний схід від Тиргу-Жіу, 61 км на північ від Крайови.

## Населення
За даними перепису населення 2002 року у комуні проживали 3039 осіб.
Національний склад населення комуни:
| Національність | Кількість осіб | Відсоток |
| -------------- | -------------- | -------- |
| румуни         | 3038           | > 99,9%  |
| угорці         | 1              | < 0,1%   |

Рідною мовою назвали:
| Мова      | Кількість осіб | Відсоток |
| --------- | -------------- | -------- |
| румунська | 3037           | 99,9%    |
| угорська  | 2              | 0,1%     |

Склад населення комуни за віросповіданням:
| Релігія       | Кількість осіб | Відсоток |
| ------------- | -------------- | -------- |
| православні   | 3017           | 99,3%    |
| п'ятдесятники | 16             | 0,5%     |
| римо-католики | 3              | 0,1%     |
| реформати     | 1              | < 0,1%   |
| баптисти      | 1              | < 0,1%   |
| адвентисти    | 1              | < 0,1%   |

## Зовнішні посилання
- Дані про комуну Логрешть на сайті Ghidul Primăriilor [Архівовано 30 червня 2013 у Wayback Machine.]